# فرنسيس ويليام هال
فرنسيس ويليام هال هو سياسي كندي، ولد في 1871 في كندا. حزبياً، نشط في حزب أونتاريو المحافظ التقدمي. وقد انتخب عضو برلمان مقاطعة أونتاريو.